# La Hiedra, Naucalpan de Juárez
La Hiedra är en ort i Mexiko, tillhörande Naucalpan de Juárez kommun i delstaten Mexiko. La Hiedra ligger i den centrala delen av landet och tillhör Mexico Citys storstadsområde. Orten hade 522 invånare vid folkmätningen 2010. 2020 hade befolkningen sjunkit till 428 personer.